# Молл, Ги
Гийо́м Лора́н «Ги» Молл (фр. Guillaume Laurent "Guy" Moll; 28 мая 1910, Алжир — 15 августа 1934, Пескара) — французский автогонщик.

## Биография
Ги Молл родился в семье француза и испанки, которая эмигрировала в Алжир, бывшую колонию Франции. Свою гоночную карьеру Молл начал в 1930 году за рулём французской компании Лорен-Дитрих в появляющихся непостоянно местных гонках в Алжире. В 1932 году Ги был замечен Марселем Леу (Marcel Lehoux), крупным владельцем торговой компании в Алжире и успешным гонщиком серии Гран-при. Леу убедился в таланте Ги Молла и пригласил его принять участие в Гран-при Орана и Касабланки на своём Bugatti. Молл взял лидерство со старта на Гран-при Орана, только когда он стал вторым он сошёл с трассы, также он сошёл с трассы в Касабланке. Марсель Леу решился взять Молла на его первую континентальную гонку на Гран-при Марселя в Мирамасе. Молл сенсационно занял третье место. Первое и второе место было за гонщиками команды Alfa Romeo Раймоном Соммером и Тацио Нуволари.
В 1933 году Молл продолжил выступать на Bugatti, заняв второе место на Гран-при По во время снежного шторма на трассе, на которой он был впервые. Позже на семейные деньги Молл приобрёл Alfa Romeo 8C2300. Несмотря на то, что модель была хуже, чем Alfa Romeo P3, на которых выступала Scuderia Ferrari, Молл пришёл третьим в Ниме (после Этанселена и Нуволари), Мирамасе, на Comminges и в Ницце. Был вторым и близок к победе на Гран-при Марны на трассе Реймс-Гу. Молл стал управлять P3 команды Энцо Феррари в 1934 году. Несмотря на борьбу с мощными командами Auto Union и Mercedes-Benz, Молл выиграл свой первый Гран-при в 1934 году на Гран-при Монако, после того как он унаследовал лидерство от напарника по Scuderia Ferrari Луи Широна, который попал из-за жёсткой подвески P3 по своей вине в мешки с песком на повороте (Station Hairpin) менее чем за два круга до финиша. Месяц спустя, он снова был вторым, а его напарник Акилле Варци первым в Триполи. Молл обвинял Варци в попытках столкнуть его с трассы. Молл также выиграл АФУС на Alfa Romeo, специально подготовленной для этой гонки (двигатель его модели выдавал 265 л. с. (198 кВт) и имел объём 3,2 литра), после того как новичок команды Auto Union Ганс Штук (Hans Stuck) сошёл с трассы из-за отказа сцепления. Ги Молл финишировал третьим на Гран-при Франции в Монлери, на домашней трассе Луи Широна. Также Молл был вторым на Targa Florio и Кубке Сиано, сидя на хвосте своего напарника Акилле Варци каждый раз.
На мокрой и ветреной трассе Пескара за Кубок Акербо в августе 1934 года, идя вторым и преследуя Луиджи Фаджоли, Молл потерял управление на почти максимальной скорости на узком повороте при прохождении поворота «Hemme's Mercedes». Alfa Romeo P3 Молла улетела в кювет и врезалась в мост, в результате чего гонщик погиб мгновенно от полученных травм. Причина аварии до сих пор неизвестна.
Хотя у Молла и была короткая карьера, Энцо Феррари считает Молла одним из лучших водителей, которых он видел. Он верил, что Ги Молл мог бы стать самым лучшим.
Молл был похоронен на кладбище Мезон-Карре (Maison Carrée) в его родном городе Алжире.